# Xystrocera fulvipes
Xystrocera fulvipes är en skalbaggsart som beskrevs av James Thomson 1858. 
Xystrocera fulvipes ingår i släktet Xystrocera och familjen långhorningar.
Artens utbredningsområde är:
- Angola.
- Benin.
- Gabon.
- Nigeria.
- Togo.

Inga underarter finns listade i Catalogue of Life.